# Zbrodnie nacjonalistów ukraińskich w powiecie kołomyjskim

Powiat kołomyjski na mapie województwa stanisławowskiego

Zbrodnie nacjonalistów ukraińskich w powiecie kołomyjskim – lista zbrodni nacjonalistów ukraińskich na ludności polskiej w powiecie kołomyjskim.

## Tabela
| Zbrodnie wg miejscowości     | Gmina                  | Data                                                         |
| ---------------------------- | ---------------------- | ------------------------------------------------------------ |
| Zbrodnie w Dżurkowie         | Gmina Winograd         | wrzesień 1943, 14/15 marca 1944, maj 1944                    |
| Zbrodnia w Jabłonowie        | Gmina Jabłonów         | 2/3 października 1943                                        |
| Zbrodnia w Kamionce Wielkiej | Gmina Kamionka Wielka  | 25 listopada 1944                                            |
| Zbrodnia w Kołomyi           | Gmina Kołomyja         | 24 lipca 1943                                                |
| Zbrodnia w Korczowie         | Gmina Korszów          | 6 października 1943                                          |
| Zbrodnia w Korolówce         | Gmina Matyjowce        | październik 1944                                             |
| Zbrodnia w Kosmaczu          | Gmina Kosmacz          | 24 lipca 1943                                                |
| Zbrodnia w Kułaczkowcach     | Gmina Gwoździec Miasto | 17 marca 1944                                                |
| Zbrodnia w Młodiatyniu       | Gmina Poczeniżyn       | 6 października 1943                                          |
| Zbrodnia w Szeparowcach      | Gmina Tłumaczyk        | 1942                                                         |
| Zbrodnie w Świętym Józefie   | Gmina Święty Józef     | kwiecień 1943, grudzień 1943, styczeń 1945, październik 1945 |
| Zbrodnie w Zamulińcach       | Gmina Matyjowce        | 11/12 kwietnia 1944                                          |